# Gele fantoomzalm
De gele fantoomzalm (Hyphessobrycon roseus) is een straalvinnige vissensoort uit de familie van de karperzalmen (Characidae). De wetenschappelijke naam van de soort is voor het eerst geldig gepubliceerd in 1960 door Géry.
Een bentopelagisch zoekwatervisje dat voorkomt in Frans Guiana (Maroni Oyapock en Suriname

## Beelden
- Aquariumvideo
- Aquariumvideo